# تاوخلیتس
تاوخلیتس (به آلمانی: Tauchlitz) یک منطقهٔ مسکونی در آلمان است که در کروسن ان در لشتر واقع شده‌است.ارتفاع تاوخلیتس از سطح دریا، ۱۷۵ متر است.